# Kenneth Bednarek
Kenneth Bednarek (Tulsa, 14 ottobre 1998) è un velocista statunitense, medaglia d'argento nei 200 metri piani ai Giochi olimpici di Tokyo 2020 e Parigi 2024 e ai Mondiali di Oregon 2022.

## Progressione

### 100 metri piani
| Stagione | Tempo | Luogo     | Data      | Rank. Mond. |
| -------- | ----- | --------- | --------- | ----------- |
| 2025     | 9"79  | Eugene    | 1-8-2025  |             |
| 2024     | 9"87  | Eugene    | 23-5-2024 |             |
| 2023     | 9"98  | Nairobi   | 13-5-2023 |             |
| 2022     | 9"95  | Eugene    | 24-6-2022 | 15º         |
| 2021     | 9"89  | Eugene    | 20-6-2021 | 9º          |
| 2020     | 10"09 | Montverde | 10-8-2020 |             |
| 2018     | 10"42 | La Crosse | 1-6-2018  |             |
| 2015     | 10"96 | La Crosse | 5-6-2015  |             |

### 200 metri piani
| Stagione | Tempo | Luogo        | Data      | Rank. Mond. |
| -------- | ----- | ------------ | --------- | ----------- |
| 2025     | 19"67 | Eugene       | 3-8-2025  |             |
| 2024     | 19"57 | Zurigo       | 5-9-2024  |             |
| 2023     | 19"82 | Eugene       | 9-7-2023  |             |
| 2022     | 19"77 | Eugene       | 21-7-2022 |             |
| 2021     | 19"68 | Tokyo        | 4-8-2021  | 3º          |
| 2020     | 19"80 | Montverde    | 10-8-2020 |             |
| 2019     | 19"82 | Hobbs        | 18-5-2019 |             |
| 2018     | 20"43 | La Crosse    | 1-6-2018  |             |
| 2016     | 21"91 | Sacramento   | 30-7-2016 |             |
| 2015     | 21"48 | Jacksonville | 30-7-2015 |             |

## Palmarès
| Anno | Manifestazione  | Sede      | Evento      | Risultato | Prestazione | Note                                     |
| ---- | --------------- | --------- | ----------- | --------- | ----------- | ---------------------------------------- |
| 2019 | Mondiali        | Doha      | 200 m piani | Batteria  | 21"50       |                                          |
| 2021 | Giochi olimpici | Tokyo     | 200 m piani | Argento   | 19"68       | Miglior prestazione personale            |
| 2022 | Mondiali        | Eugene    | 200 m piani | Argento   | 19"77       | Miglior prestazione personale stagionale |
| 2023 | Mondiali        | Budapest  | 200 m piani | 5º        | 20"07       |                                          |
| 2024 | World Relays    | Nassau    | 4x100 m     | Oro       | 37"40       |                                          |
| 2024 | Giochi olimpici | Parigi    | 100 m piani | 7°        | 9"88        |                                          |
| 2024 | Giochi olimpici | Parigi    | 200 m piani | Argento   | 19"62       |                                          |
| 2025 | World Relays    | Guangzhou | 4x100 m     | Argento   | 37"66       |                                          |

## Campionati nazionali
2025
- Oro ai campionati statunitensi, 100 m piani - 9"79

## Altre competizioni internazionali
2021
- Oro al British Grand Prix ( Gateshead), 200 m piani - 20"33
- Oro al Doha Diamond League ( Doha), 200 m piani - 19"88
- Oro all'Athletissima ( Losanna), 200 m piani - 19"65 w
- Oro al Weltklasse Zürich ( Zurigo), 200 m piani - 19"70
- Vincitore della Diamond League nella specialità dei 200 m piani

2022
- Oro al Meeting international Mohammed VI d'athlétisme de Rabat ( Rabat), 200 m piani - 20"21

2023
- Oro al Memorial Van Damme ( Bruxelles), 200 m piani - 19"79

2024
- Oro al Doha Diamond League ( Doha), 200 m piani - 19"67 (+1,7 m/s)
- Oro al Prefontaine Classic ( Eugene), 200 m piani - 19"89 (+1,8 m/s)
- Oro al Memorial Van Damme ( Bruxelles), 200 m piani - 19"67 (+0,7 m/s)
- Vincitore della Diamond League nella specialità dei 200 m piani